# Trudowyje Riezierwy Leningrad
Trudowyje Riezierwy Leningrad (ros. «Трудовы́е резе́рвы» Ленинград) – radziecki klub piłkarski z siedzibą w Leningradzie, istniejący w latach 1954–1960.

## Historia
Drużyna Trudowyje Riezierwy Leningrad została założona na bazie klubu Dinamo Leningrad w 1954 roku i zajęła miejsce Dinama w Grupie A Mistrzostw ZSRR. Nowy klub osiągnął czwarte miejsce w lidze, co było sukcesem.
W 1956 drużyna zajęła ostatnie (12.) miejsce i spadła do Grupy B, podgrupy 2. Tam drużyna zdobyła pierwsze miejsce w 1959, a następnie w turnieju finałowym drugie miejsce.
W 1960 klub Trudowyje Riezierwy został rozwiązany, a na jego bazie ponownie został odrodzony klub Dinamo Leningrad, który zajął jego miejsce w Klasie B, grupie 2. Niektóre źródła łączą wyniki tych dwóch drużyn.

## Osiągnięcia
- 4 miejsce w Klasie A ZSRR: 1954
- 1/8 finału Pucharu ZSRR: 1955